# Gábor Szalafai
Gábor Szalafai [ˈgaːbor ˈsɒlɒfɒ.i] (* 13. April 1985) ist ein ungarischer Handballspieler.
Der 1,96 Meter große und 88 Kilogramm schwere rechte Außenspieler steht bei Gyöngyösi KK unter Vertrag. Zuvor spielte er bei Dunaferr SE, Győri ETO KC. Mit diesen beiden Vereinen spielte er im EHF-Pokal (Spielzeiten 2003/04, 2007/08, 2009/10) und im Europapokal der Pokalsieger (2008/09).
Gábor Szalafai warf in zehn Länderspielen für die ungarische Nationalmannschaft zehn Tore (Stand: Dezember 2013); er stand im Aufgebot Ungarns für die Europameisterschaft 2010 und im erweiterten Aufgebot für die Europameisterschaft 2014.